# Landkreis Wittmund
Der Landkreis Wittmund ist eine Gebietskörperschaft im Nordwesten des Landes Niedersachsen und gehört zu Ostfriesland. Er ist nach dem Landkreis Lüchow-Dannenberg nach der Einwohnerzahl der zweitkleinste Landkreis in Niedersachsen und der drittkleinste Landkreis Deutschlands. Kreissitz ist die Stadt Wittmund.

## Geographie

### Lage
Zum Kreisgebiet gehören neben den Gemeinden auf dem Festland auch die beiden vorgelagerten ostfriesischen Inseln Langeoog und Spiekeroog. Ein Großteil des Festlandes umfasst den historischen Landstrich Harlingerland.

### Nachbarkreise
Der Landkreis Wittmund grenzt im Uhrzeigersinn im Norden beginnend an die Nordsee und an die Landkreise Friesland, Leer und Aurich.

### Flächennutzung
Von der Gesamtfläche sind nach der Katasterfläche (Stand 1. Januar 2007) 50.368 Hektar Landwirtschaftsflächen, 3.889 Hektar Gebäude- und Freiflächen und fast ebenso viele Waldflächen (3.880 Hektar). Die restlichen Flächen bilden Flächen anderer Nutzung (3.089 Hektar), Verkehrsflächen (2.512 Hektar), Wasserflächen (1.525 Hektar), Erholungsflächen (228 Hektar) und Betriebsflächen (175 Hektar).

## Geschichte
Der Kreis Wittmund entstand 1885 aus den alten hannoverschen Ämtern Wittmund und Esens sowie der Stadt Esens. Kreissitz wurde Wittmund.
Am 1. April 1919 schied die Stadt Wilhelmshaven, bis dahin eine durch Oldenburger Gebiet abgetrennte Exklave des Kreises Wittmund, aus dem Kreis aus und bildete einen eigenen Stadtkreis. Im Zuge der Moorkolonisierung in Ostfriesland wurden im Kreis Wittmund am 1. Juni 1922 die beiden neuen Gemeinden Mullberg und Wiesmoor gebildet. Am 1. April 1951 wurden Mullberg und Wiesmoor Teil der vergrößerten Gemeinde Wiesmoor, die dem Landkreis Aurich zugeordnet wurde.
Die Gebietsreform in Niedersachsen führte am 1. Juli 1972 zu einer weiteren Verkleinerung des Landkreises Wittmund:
- Die Gemeinde Gödens wurde in die Gemeinde Sande im Landkreis Friesland eingegliedert.
- Die Gemeinden Marcardsmoor und Wiesederfehn wurden in die Gemeinde Wiesmoor im Landkreis Aurich eingegliedert.
- Die Gemeinden Roggenstede und Westeraccum wurden in den Flecken Dornum im Landkreis Norden eingegliedert.
- Die Gemeinden Westeraccumersiel und Westerbur wurden in die Gemeinde Dornumersiel im Landkreis Norden eingegliedert.

Insgesamt wurde durch die Gebietsreform die Zahl der Gemeinden des Kreises von noch 63 im Jahre 1967 auf die heutigen 19 verringert.
Im Zuge der 1977 durchgeführten Kreisreform in Niedersachsen wurde der Landkreis Wittmund vorübergehend aufgelöst und mit den Gemeinden Jever, Sande, Schortens, Wangerland, Wangerooge des Landkreises Friesland zu einem neuen Landkreis Friesland zusammengeschlossen, dessen Kreisstadt Wittmund wurde. Nach einer Verfassungsbeschwerde erklärte der Niedersächsische Staatsgerichtshof in Bückeburg die Kreisreform im Raum Friesland für verfassungswidrig. Daraufhin stellte der Niedersächsische Landtag zum 1. Januar 1980 die Landkreise Ammerland, Friesland und Wittmund in ihrer ursprünglichen Form vom 31. Juli 1977 wieder her.

## Einwohnerentwicklung
| Jahr | Einwohner | Quelle |
| ---- | --------- | ------ |
| 1890 | 47.275    | [ 5 ]  |
| 1900 | 55.545    | [ 5 ]  |
| 1910 | 69.678    | [ 5 ]  |
| 1925 | 38.881    | [ 5 ]  |
| 1939 | 42.756    | [ 5 ]  |
| 1950 | 60.863    | [ 5 ]  |
| 1960 | 51.000    | [ 5 ]  |
| 1970 | 56.700    | [ 6 ]  |
| 1980 | 53.500    | [ 7 ]  |
| 1990 | 52.827    | [ 8 ]  |
| 2000 | 57.334    | [ 8 ]  |
| 2010 | 57.280    | [ 8 ]  |
| 2020 | 57.384    | [ 8 ]  |

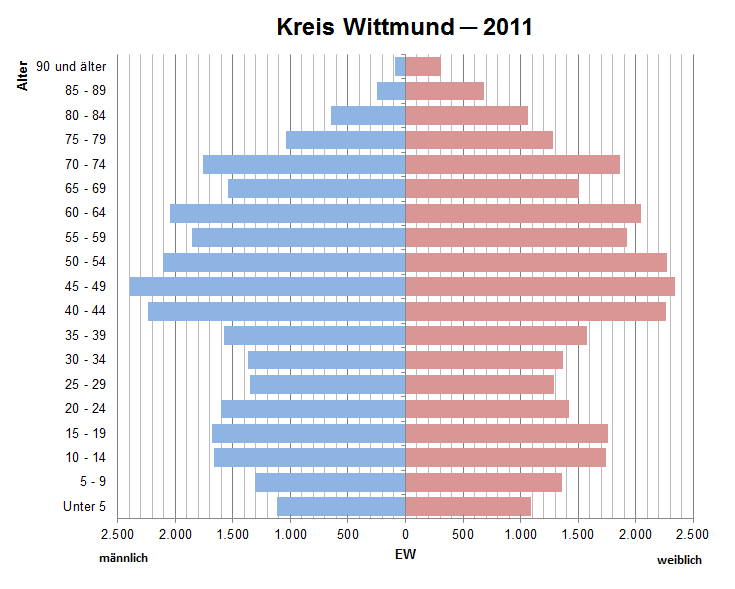
Bevölkerungspyramide für den Kreis Wittmund (Datenquelle: Zensus 2011.)

Der Landkreis Wittmund verzeichnet seit den 1990er Jahren im Landesvergleich ein überdurchschnittliches Bevölkerungswachstum. So stieg die Zahl der Einwohner zwischen 1996 und 2006 um rund 2200. Diese Zahl ergab sich aus einem Wanderungsüberschuss von 2278 Personen bei einem Geburtsdefizit von minus 77. Der Anteil der unter 20-Jährigen an der Einwohnerzahl liegt bei 22,5 Prozent, das ist etwas mehr als der Durchschnitt Westdeutschlands von 20,7 %. Der Anteil der über 65-Jährigen lag leicht höher: 20 % gegenüber 19,5 %.

## Politik

### Kreistag
Dem Kreistag des Landkreises Wittmund gehören 42 gewählte Abgeordnete und der Landrat an. Dies ist die festgelegte Anzahl für einen Landkreis mit einer Einwohnerzahl 100.000 Einwohnern. Die Abgeordneten werden durch eine Kommunalwahl für jeweils fünf Jahre gewählt. Die aktuelle Amtszeit beginnt am 1. November 2021 und endet am 31. Oktober 2026.
Die letzte Kommunalwahl vom 12. September 2021 ergab das nachstehende Ergebnis (mit den Ergebnissen der vorherigen Wahlen):
| Parteien und Wählergemeinschaften | Parteien und Wählergemeinschaften           | % 2021  | Sitze 2021 |      | % 2016 | Sitze 2011 | % 2011 | Sitze 2011 | % 2006 | Sitze 2006 | n 2001 | Sitze 2001 |
| SPD                               | Sozialdemokratische Partei Deutschlands     | 42,0    | 18         | 39,9 | 17     | 37,9       | 16     | 42,5       | 18     | 45,7       | 20     |            |
| CDU                               | Christlich Demokratische Union Deutschlands | 33,5    | 14         | 36,9 | 16     | 41,8       | 17     | 44,3       | 18     | 43,2       | 19     |            |
| Grüne                             | Bündnis 90/Die Grünen                       | 10,2    | 4          | 7,5  | 3      | 9,9        | 4      | 4,0        | 2      | 3,2        | 1      |            |
| AfD                               | Alternative für Deutschland                 | 4,9     | 2          | 4,   | 2      | –          | –      | –          | –      | –          | –      |            |
| FDP                               | Freie Demokratische Partei                  | 3,1     | 1          | 3,0  | 1      | 2,8        | 1      | 3,8        | 1      | 3,0        | 1      |            |
| EBI                               | Esener Bürgerinitiative                     | 1,7     | 1          | 1,5  | 1      | 2,5        | 1      | –          | –      | –          | –      |            |
| BFB                               | Bürger Für Bürger Wittmund                  | 1,6     | 1          | 1,7  | 1      | 1,7        | 1      | 1,9        | 1      | –          | –      |            |
|                                   | Neue Liste                                  | 1,6     | 1          | –    | –      | –          | –      | –          | –      | –          | –      |            |
| Linke                             | Die Linke                                   | –       | –          | 1,7  | 1      | 1,8        | 1      | 1,5        | 1      | –          | –      |            |
| FWG                               | Freie Wählergemeinschaft Wittmund           | –       | –          | 1,0  | 0      | 1,4        | 1      | 1,9        | 1      | –          | –      |            |
|                                   | Die Friesen                                 | –       | –          | 0,8  | 0      | –          | –      | –          | –      | –          | –      |            |
| Gesamt                            | Gesamt                                      | 100     | 42         | 100  | 42     | 100        | 42     | 100        | 42     | 100        | 41     |            |
| Wahlbeteiligung                   | Wahlbeteiligung                             | 59,18 % | 59,18 %    |      | 58,6 % | 58,6 %     | 56,0 % | 56,0 %     | 57,4 % | 57,4 %     | 59,5 % | 59,5 %     |

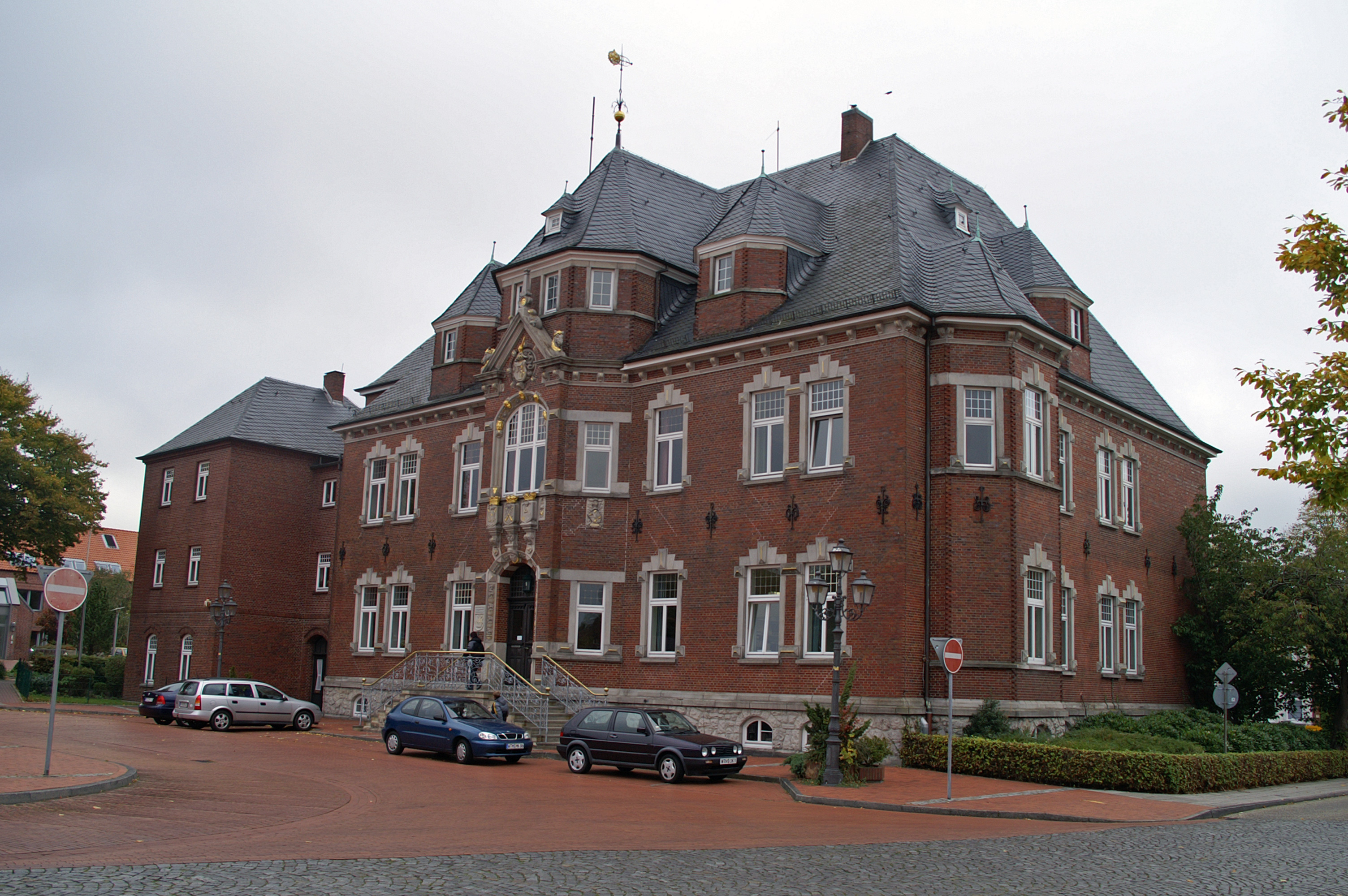
Historisches Kreishaus

Die SPD schloss für die Wahlperiode 2016 bis 2021 ein Bündnis mit den Grünen, BFB, Linken und EBI. Die neue Gruppe mit dem Namen Rot-Grün-Plus kommt im Kreistag auf 23 von 42 Sitzen und hat so eine Mehrheit im Kreistag. Damit kündigte die SPD ihre seit 2006 andauernde Zusammenarbeit mit der CDU und FDP auf.

### Landrat
Landrat ist seit 2016 Holger Heymann. 2021 wurde er mit 81,90 Prozent der abgegebenen Stimmen wiedergewählt. Der Landrat vertritt den Landkreis auf politischer Ebene und ist gleichzeitig Chef der Kreisverwaltung.
Der SPD-Landtagsabgeordnete Holger Heymann wurde am 11. September 2016 erstmals zum Landrat gewählt. Er löste Matthias Köring ab, der in die Privatwirtschaft gewechselt war. Köring war zuvor Erster Kreisrat und damit der erste Stellvertreter seines Vorgängers Henning Schultz, der aus Altersgründen sein Amt abgegeben hatte. Schultz war seit 1998 der erste hauptamtliche gewählte Landrat gewesen. Während Schultz der CDU angehörte, wurde Köring im Wahlkampf von einem breiten Bündnis aus CDU, SPD und FDP getragen. Zwischen 1964 und 1977 sowie ab 1980 war Hermann Creutzenberg (CDU) Landrat.

#### Ehemalige Landräte
Die bisherigen Landräte waren:
- Carl Hermann Lodemann (1. April 1885 – 14. November 1889)
- Bruno Alsen (20. November 1889 – 10. Dezember 1897)
- Ernst Budde (1. Dezember 1897 – 15. Juni 1911)
- Max Schramm (15. Juni 1911 – 31. Dezember 1929)
- Karl Liebenow (2. Januar 1930 – 1. Juli 1933)
- Hans Kreutzberger (9. Oktober 1933 – 21. Juli 1937)
- Adolf von Nassau (2. August 1937 – 12. Mai 1945)
- Eberhard Buisman (8. April 1946 – 31. Oktober 1946)
- Reinhard Onken (1. November 1946 – 20. Oktober 1964)
- Hermann Creutzenberg (1964–1977)
- Hermann Ehlts (August 1977 – 31. Dezember 1979), auch Landrat im Landkreis Friesland
- Hermann Creutzenberg (1980–1991)
- Werner Schmidt (11. November 1991 – 31. März 1998), letzter ehrenamtlicher Landrat
- Henning Schultz (1. April 1998 – 31. Dezember 2009), erster direkt gewählter Landrat im Landkreis Wittmund
- Matthias Köring (6. Januar 2010 – 31. Oktober 2016)
- Holger Heymann (seit 1. November 2016)

#### Ehemalige Oberkreisdirektoren
- Onke Oncken (1. April 1946 – 30. Juni 1957)
- Heinrich Strauß (1. Juli 1957 – 31. Mai 1974)
- Rudolf Hoyer (1. Juni 1974 – 30. Juni 1977)
- Eckart Bode (1. August 1977 – 31. Dezember 1979)
- Dieter-Joachim Bannowsky (1. Januar 1980 – 30. September 1980)
- Christian von Arnswaldt (1. Oktober 1980 – 25. August 1985)
- Henning Schultz (1. April 1986 – 31. März 1998)

### Abgeordnete in Landtag und Bundestag
Der Landtagswahlkreis Wittmund/Inseln umfasst den Landkreis Wittmund sowie im Landkreis Aurich die Städte Norderney und Wiesmoor, die Gemeinde Dornum und die Inselgemeinden Juist und Baltrum. Bei der letzten Landtagswahl in Niedersachsen vom 9. Oktober 2022 wurde das Direktmandat von Karin Emken (SPD) gewonnen. Sie erhielt 38,5 % der Stimmen. Emken löst damit den vorherigen Landtagsabgeordneten Jochen Beekhuis (parteilos, zuvor SPD) ab, der seit seinem Ausschluss aus der SPD-Fraktion am 22. Oktober 2019 dem Landtag als fraktionsloser Abgeordneter angehörte.
Der Bundestagswahlkreis Friesland – Wilhelmshaven – Wittmund umfasst die Stadt Wilhelmshaven sowie die Landkreise Friesland und Wittmund. Bei der Bundestagswahl 2025 gewann die Sozialdemokratin Siemtje Möller das Direktmandat zum dritten Mal in Folge. Über Listenplätze ihrer Parteien zogen Anne Janssen (CDU) und Martin Sichert (AfD) aus dem Wahlkreis in den Bundestag ein.

### Wappen

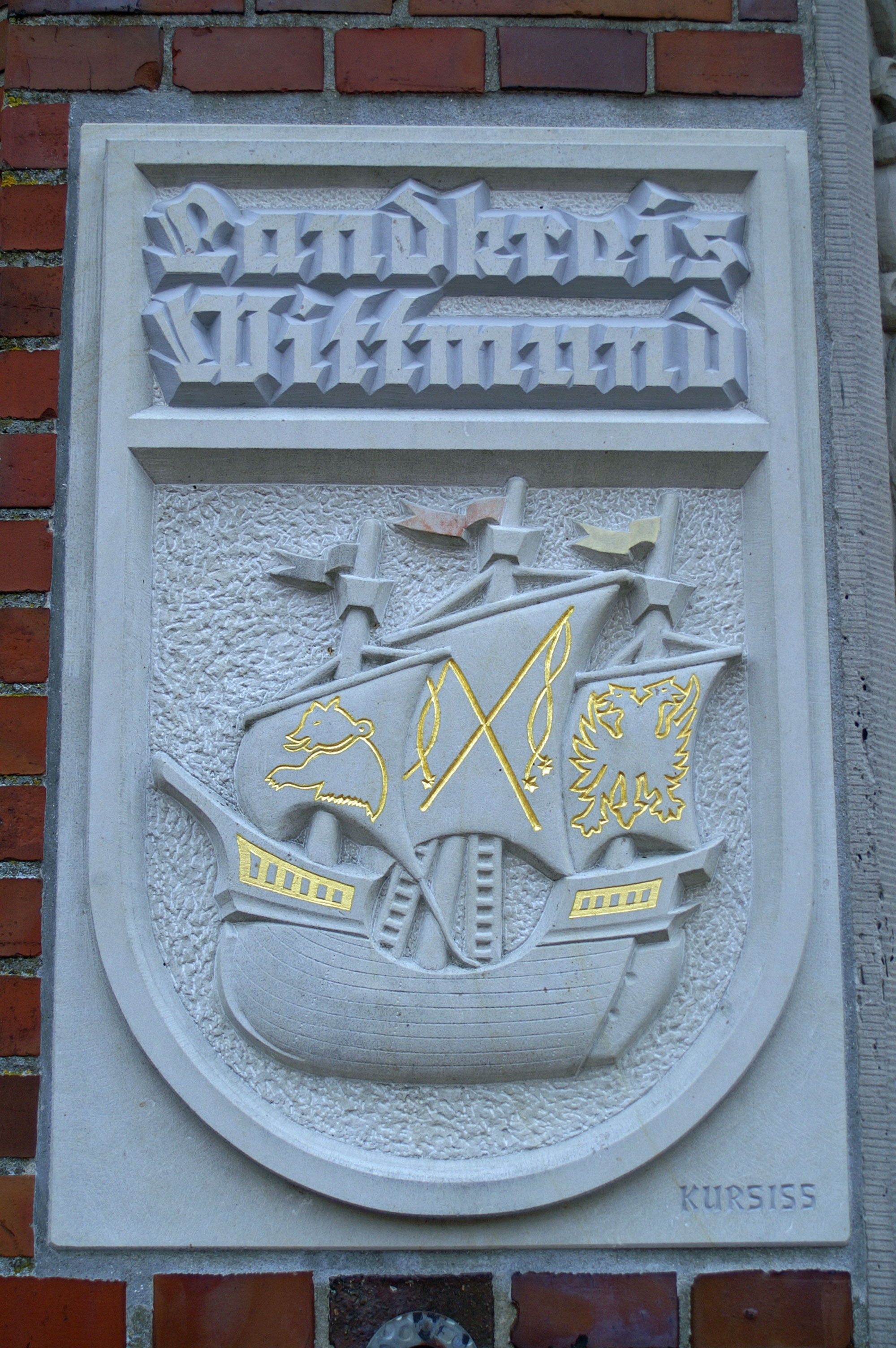
Wappen am Kreishaus

Auf dem Wappen ist eine goldene Kogge mit drei Segeln. Auf den Segeln befinden sich die Abbildungen eines schwarzen Bären (Esens), gekreuzte Peitschen (Harlingerland) und ein Doppelkopfadler (Friedeburg). Es wurde 1951 an den Kreis verliehen.

## Wirtschaft und Infrastruktur
Die Wirtschaft ist geprägt durch die Landwirtschaft und den Tourismus sowie eine Vielzahl mittelständischer und Familienunternehmen. Der Landkreis gilt als strukturschwach. Im Zukunftsatlas 2016 belegte der Landkreis Wittmund Platz 284 von 402 Landkreisen, Kommunalverbänden und kreisfreien Städten in Deutschland und zählt damit zu den Regionen mit „ausgeglichenem Chancen-Risiko Mix“ für die Zukunft.
Nach einer Erhebung des regionalen Wirtschaftsportals Regis-Online gab es per Ende März 2007 im Landkreis knapp 11.600 Beschäftigte. Überdurchschnittlich stark ist in dem Küstenlandkreis der Handel, das Gastgewerbe und der Verkehrssektor vertreten: Hier arbeiten 32,1 Prozent der Beschäftigten (Bundesdurchschnitt: 23,6 %). Stärker als im Bundesdurchschnitt sind zudem das Baugewerbe (11,4 %/Bund: 5,4 %) sowie die Landwirtschaft (2,2 %/Bund: 0,9 %). Der Dienstleistungssektor ist leicht unterdurchschnittlich ausgeprägt, der Sektor des verarbeitenden Gewerbes hingegen deutlich unterdurchschnittlich. Hier dürften sich die allgemein periphere Lage, aber auch die Abgeschiedenheit von den Hauptverkehrswegen der Region niederschlagen. Größter industrieller Arbeitgeber im Landkreis ist ein Werk des Fensterherstellers Rehau in der Kreisstadt mit etwa 500 Beschäftigten. Ansonsten ist die südlichste Gemeinde des Landkreises, Friedeburg, noch am stärksten industrialisiert. In 17 Industriebetrieben arbeiteten 2006 rund 1350 Personen. Ein großer öffentlicher Arbeitgeber ist das Richthofengeschwader der Luftwaffe in Wittmund, ein weiterer das in der Trägerschaft des Landkreises stehende Krankenhaus Wittmund. Viele Pendler aus dem Landkreis Wittmund arbeiten in Wilhelmshaven, teils auch in Aurich und Emden bei den dortigen größeren Betrieben. Der Landkreis verzeichnete zum Stichtag 30. Juni 2006 insgesamt 6748 Einpendler und 10.074 Auspendler, was einen Auspendlerüberschuss von 3326 Beschäftigten ergibt.
Die Arbeitslosenquote betrug im August 2010 6,2 Prozent. Sie lag damit über dem Bundesdurchschnitt. Die höchsten Arbeitslosenzahlen ergeben sich in der März-Statistik, wenn der Fremdenverkehr noch nicht angelaufen ist und im Bausektor oftmals Winterarbeitslosigkeit herrscht.
Die Gewerbesteuereinnahmen sind in der Gemeinde Friedeburg mit Abstand die höchsten im Landkreis, reichen jedoch nicht an den niedersächsischen Durchschnitt heran.

### Verkehr

#### Straßenverkehr
Im Landkreis gibt es keine Autobahn. Die nächstgelegenen Anschlussmöglichkeiten an das deutsche Autobahnnetz gibt es an der Bundesautobahn A 29, und zwar an den Anschlussstellen Wilhelmshavener Kreuz, Sande oder Varel/Obenstrohe. In Richtung Westen (nach Leer und weiter in Richtung Emsland oder Niederlande) sind die nächstgelegenen Autobahnauffahrten die Anschlussstellen Remels und Filsum an der A 28.
Vier Bundesstraßen sind im Kreisgebiet vorhanden. Überörtlich die wichtigste ist die B 210, die von Emden über Aurich und Wittmund nach Jever und Wilhelmshaven führt. Daneben sichert die B 436 von Leer nach Sande die Anbindung des südlichen Kreisgebietes, vor allem der Gemeinde Friedeburg, an das Autobahnnetz. Die B 437 beginnt im Friedeburger Ortsteil Strudden an der B 436 und führt über die A 29 bei Varel und den Wesertunnel zur A 27 südlich von Bremerhaven.
Eine bundesweite Besonderheit ist die B 461: Sie führt lediglich durch eine Kommune, nämlich die Kreisstadt Wittmund. Als Abzweig von der B 210 führt sie in nördlicher Richtung bis zum Küstenstadtteil Carolinensiel.
An vielen Bundes-, Landes-, Kreis- und Gemeindestraßen gibt es separat geführte Radwege, die nicht zuletzt im Zuge der Fahrradtourismusförderung angelegt wurden.

#### Schienenverkehr
Die NordWestBahn betreibt die Schienenverbindungen im Landkreis Wittmund. Im Kreisgebiet gibt es drei Bahnhöfe: in Wittmund, Esens und Burhafe. Die Verbindungen führen von Esens über Burhafe und Wittmund und weiter über Jever nach Wilhelmshaven beziehungsweise nach Oldenburg.
Die erste Eisenbahnstrecke im Kreis Wittmund wurde 1883 von der Preußischen Staatsbahn von Emden über Norden nach Esens – Wittmund geführt; sie schloss weiter östlich an der Kreisgrenze an die Oldenburgische Staatsbahn an.
Der weiteren Erschließung der Gegend – vor allem von der Bezirkshauptstadt Aurich her – diente die Kreisbahn Leer-Aurich-Wittmund, an der auch der Kreis Wittmund beteiligt war. In Ogenbargen teilte sich die Stammstrecke: der eine Zweig führte ab 1899 nach Wittmund, der andere ab 1909 nach Esens und weiter zum Hafen Bensersiel, wo die Schiffe nach der Insel Langeoog abgehen.
Auf dem Festland umfasste das Schienennetz 51 km, von denen inzwischen 33 km stillliegen:
- 1950/53: Aurich – Wittmundhaven – Wittmund Klb.   11 km (Meterspur) und

Ogenbargen – Brill – Esens       9 km (Meterspur)
- 1967:    Esens – Bensersiel                         5 km (Meterspur)
- 1983:    Norden – Dornum – Fulkum – Esens              8 km

Auf den beiden zum Kreis Wittmund gehörenden Inseln entstanden Inselbahnen, die den Hafen mit dem Inseldorf verbanden:
- 1885 durch die Bad und Reederei Spiekeroog Gen. mbH  und
- 1901 durch die Langeooger Pferdebahn-Gesellschaft oHG.

Die vom Frankfurter Bankhaus Erlanger & Söhne 1888/90 als Zubringer zur Insel Wangerooge erbaute Bahn Jever – Harle verlief ganz auf oldenburgischem Gebiet, diente aber auch den im Kreis Wittmund liegenden Orten Carolinensiel und Harle, deren Namen zwei Stationen trugen.
Eine Reaktivierung der Bahnverbindungen in Richtung Westen (nach Aurich oder Norden) zur Verbindung des JadeWeserPorts mit Emden soll untersucht werden (Stand: Februar 2008).

#### Schiffsverkehr
Von Bensersiel aus legen die Fähren nach Langeoog ab, die Nachbarinsel Spiekeroog wird von Neuharlingersiel aus versorgt.
Durch das südliche Kreisgebiet führt zudem der Ems-Jade-Kanal, der jedoch (auf diesem Abschnitt) ausschließlich der Freizeitschifffahrt dient. Im Friedeburger Ortsteil Upschört befindet sich eine Schleuse.

### Bildung
Im Landkreis Wittmund gibt es 14 Grundschulen, sechs Hauptschulen, fünf Realschulen, drei Gymnasien, drei Förderschulen sowie eine Berufsbildende Schule. Zu den Gymnasien zählen das Gymnasium in der Kreisstadt, das Niedersächsische Internatsgymnasium Esens (NIGE) und die Hermann Lietz-Schule Spiekeroog (Internatsgymnasium).
Nahe gelegene Hochschulen befinden sich in Emden (Hochschule Emden/Leer), Wilhelmshaven (Jade Hochschule) und Oldenburg (Carl von Ossietzky Universität Oldenburg).

## Sehenswürdigkeiten
Der Sonnenstein von Horsten ist ein bronzezeitlicher Stein aus Granitporphyr mit 17 konzentrischen Kreisen.

## Gemeinden
Der Landkreis Wittmund besteht aus vier Einheitsgemeinden und zwei Samtgemeinden mit insgesamt 15 Mitgliedsgemeinden.
In Klammern die Einwohnerzahl am 31. Dezember 2023:
Einheitsgemeinden
1. Friedeburg (10.274)
2. Langeoog (1350)
3. Spiekeroog (647)
4. Wittmund, Kreisstadt (20.152)

Samtgemeinden mit ihren Mitgliedsgemeinden
| - 1. Samtgemeinde Esens (13.986) 1. Dunum (1024) 2. Esens, Stadt * (6995) 3. Holtgast (1798) 4. Moorweg (883) 5. Neuharlingersiel (957) 6. Stedesdorf (1623) 7. Werdum (706) | - 2. Samtgemeinde Holtriem (9604) 1. Blomberg (1859) 2. Eversmeer (841) 3. Nenndorf (751) 4. Neuschoo (1213) 5. Ochtersum (922) 6. Schweindorf (732) 7. Utarp (651) 8. Westerholt * (2635) |

## Ehemalige Gemeinden
Die folgende Liste enthält alle ehemaligen Gemeinden des Landkreises Wittmund, alle Kreiswechsel und alle Eingemeindungen:
| Gemeinde             | eingemeindet nach | Datum der Eingemeindung | Anmerkung                                                       |
| -------------------- | ----------------- | ----------------------- | --------------------------------------------------------------- |
| Abickhafe            | Reepsholt         | 1. Juli 1972            |                                                                 |
| Altharlingersiel     | Neuharlingersiel  | 1. Juli 1972            |                                                                 |
| Ardorf               | Wittmund          | 16. August 1972         |                                                                 |
| Asel                 | Wittmund          | 1. Juli 1972            |                                                                 |
| Bentstreek           | Friedeburg        | 16. August 1972         | am 1. Juli 1954 gegründet                                       |
| Berdum               | Harlesiel         | 1. Juli 1968            |                                                                 |
| Bensersiel           | Esens             | 1. Juli 1972            | hieß bis zum 23. Dezember 1938 Westbense                        |
| Blersum              | Wittmund          | 16. August 1972         |                                                                 |
| Brill                | Dunum             | 1. Juli 1972            |                                                                 |
| Burhafe              | Wittmund          | 16. August 1972         |                                                                 |
| Buttforde            | Wittmund          | 16. August 1972         |                                                                 |
| Carolinensiel        | Harlesiel         | 1. Juli 1968            |                                                                 |
| Damsum               | Holtgast          | 1. Juli 1972            |                                                                 |
| Dose                 | Reepsholt         | 1. Juli 1972            |                                                                 |
| Eggelingen           | Wittmund          | 1. Juli 1972            |                                                                 |
| Etzel                | Friedeburg        | 16. August 1972         |                                                                 |
| Fulkum               | Holtgast          | 1. Juli 1972            |                                                                 |
| Funnix               | Harlesiel         | 1. Juli 1968            |                                                                 |
| Gödens               | Sande             | 1. Juli 1972            |                                                                 |
| Harlesiel            | Wittmund          | 16. August 1972         | am 1. Juli 1968 gegründet                                       |
| Hesel                | Friedeburg        | 16. August 1972         |                                                                 |
| Hoheesche            | Reepsholt         | 1. Juli 1972            |                                                                 |
| Horsten              | Friedeburg        | 16. August 1972         |                                                                 |
| Hovel                | Wittmund          | 16. August 1972         |                                                                 |
| Leerhafe             | Wittmund          | 16. August 1972         |                                                                 |
| Mamburg              | Stedesdorf        | 1. Juli 1972            |                                                                 |
| Marcardsmoor         | Wiesmoor          | 1. Juli 1972            |                                                                 |
| Marx                 | Friedeburg        | 16. August 1972         |                                                                 |
| Mullberg             | Wiesmoor          | 1. April 1951           | am 1. Juni 1922 gegründet                                       |
| Neustadtgödens       | Gödens            | 1. April 1951           |                                                                 |
| Ostbense             | Neuharlingersiel  | 1. Juli 1972            |                                                                 |
| Osteraccum           | Stedesdorf        | 1. Juli 1972            |                                                                 |
| Ostochtersum         | Ochtersum         | 1. Juli 1972            |                                                                 |
| Reepsholt            | Friedeburg        | 16. August 1972         |                                                                 |
| Roggenstede          | Dornum            | 1. Juli 1972            |                                                                 |
| Seriem               | Neuharlingersiel  | 1. Juli 1968            |                                                                 |
| Sterbur              | Esens             | 1. Juli 1972            |                                                                 |
| Thunum               | Stedesdorf        | 1. Juli 1972            |                                                                 |
| Utgast               | Holtgast          | 1. Juli 1972            |                                                                 |
| Uttel                | Wittmund          | 16. August 1972         |                                                                 |
| Westbense            |                   |                         | am 23. Dezember 1938 in Bensersiel umbenannt                    |
| Westeraccum          | Dornum            | 1. Juli 1972            |                                                                 |
| Westeraccumersiel    | Dornumersiel      | 1. Juli 1972            |                                                                 |
| Westerbur            | Dornumersiel      | 1. Juli 1972            |                                                                 |
| Westochtersum        | Ochtersum         | 1. Juli 1972            |                                                                 |
| Wiesede              | Friedeburg        | 16. August 1972         |                                                                 |
| Wiesederfehn         | Wiesmoor          | 1. Juli 1972            |                                                                 |
| Wiesedermeer         | Friedeburg        | 16. August 1972         |                                                                 |
| Wiesmoor             |                   |                         | am 1. Juni 1922 gegründet am 1. April 1951 zum Landkreis Aurich |
| Wilhelmshaven, Stadt |                   |                         | seit dem 1. April 1919 kreisfreie Stadt                         |
| Willen               | Wittmund          | 16. August 1972         |                                                                 |

## Schutzgebiete
Im Landkreis befinden sich neben Landschaftsschutzgebieten und Naturdenkmalen sieben ausgewiesene Naturschutzgebiete (Stand Februar 2017).
Siehe auch:
- Liste der Naturschutzgebiete im Landkreis Wittmund
- Liste der Landschaftsschutzgebiete im Landkreis Wittmund
- Liste der Naturdenkmale im Landkreis Wittmund
- Liste der geschützten Landschaftsbestandteile im Landkreis Wittmund

## Kfz-Kennzeichen
Am 1. Juli 1956 wurde dem Landkreis bei der Einführung der bis heute gültigen Kfz-Kennzeichen das Unterscheidungszeichen WTM zugewiesen. Vom 5. April 1978 bis zum 23. Juni 1982 wurde auf dem Gebiet des Landkreises das Kennzeichen FRI des kurzzeitigen Landkreises Friesland (1977–1979) ausgegeben. Seitdem wird WTM wieder durchgängig bis heute ausgegeben.